# STRV
STRV je česká technologická firma zabývající se vývojem mobilních aplikací pro iOS a Android a webových a backendových řešení pro americké startupy. Společnost byla založena v roce 2004 pod názvem uLikeIT. V roce 2017 zaměstnává zhruba 140 zaměstnanců v 5 kancelářích v České republice a Spojených státech amerických.[zdroj?]
Společnost STRV byla založena Davidem Semerádem, Lubo Smidem, Martinem Šťávou a Pavlem Zeifartem v roce 2004 pod názvem uLikeIT. Původně se firma zabývala vývojem vlastních aplikací a aplikací pro klienty z České republiky. S vlastní mobilní aplikací se zakladatelé pokoušeli uspět i v USA. V roce 2014 bylo zaměření firmy už jen na americký trh a i z toho důvodu došlo k přejmenování z uLikeIT na STRV. Hlavní kancelář STRV je v Praze, další byla v roce 2015 otevřena v Brně. Ve Spojených státech má od roku 2014 firma kanceláře v Los Angeles, San Franciscu a New Yorku.

## Detailní historie

### 2004 – Začátky
V roce 2004 David Semerád a Martin Šťáva začali spolupracovat na prvních projektech pro české zákazníky.

### 2009 – Zaměření na mobily
O pět let později oficiálně vstupují na trh po značkou uLikeIT. Poptávka po mobilních aplikacích byla v té době nízká, společnost se ale rozhodla zaměřit právě na mobilní vývoj.

### 2011 – Expanze do USA
Pavel Zeifart a Lubo Smid vstoupili do firmy jako spoluzakladatelé. Na začátku roku 2012 společnost poprvé expandovala do Spojených států.

### 2014 – Rebranding
Společnost otevřela kanceláře v San Franciscu, Los Angeles a New Yorku. V Praze se přesunula z Václavského náměstí do kanceláří ve Slovanském domě. Došlo také ke změně značky z uLikeIT na Strive a hned po té na STRV.

### 2016 – STRV Group a nové kanceláře
STRV provozovala několik vlastních startupů a pro jejich zastřešení byla vytvořena skupina STRV Group. V roce 2016 došlo k výraznému nárůstu počtu zaměstnanců a proto se pražská pobočka přesunula do nových kanceláří v Karlíně na Rohanském nábřeží. V té době prostory měly  6100 metrů čtverečních, tři patra, místo pro 500 vývojářů, vlastní bar a terasu s vířivkou. Kancelář vyhrála první cenu v soutěži Kancelář roku v kategorii IT & Tech, 1. místo v kategorii Chytrá kancelář v soutěži Zasedačka roku a další ocenění za kategorii Zdravá kancelář. Interiér byl navržen architektonickým studiem Perspektiv.

## Pořádané akce
STRV pořádá několik akcí každý měsíc. Mezi nejčastější eventy patří setkání vývojářů – Developer Meetup, a setkání designerů – Designer Meetup. Přes léto se pořádají neformální akce jako například Developer Beers. Jednou za 3 měsíce je v Brně i v Praze událost ze série Silicon Valley Insights, která představuje zajímavé hosty ze Silicon Valley. K dalším událostem patří Hackathony na různá témata, v roce 2015 STRV hostilo na lodi akci zaměřenou na ženy v technologickém průmyslu, na tu navázala akce inDiversity v roce 2016.

### Silicon Valley Insights
STRV zve na sérii Silicon Valley Insights hosty z amerických startupů i velkých technologických firem jako Facebook, Google, Tesla, Dropbox, Tinder, Amazon nebo Adobe. Akce se koná jednou za tři měsíce, v Praze i v Brně.

### Designer/Developer Meetupy
Pravidelné setkání designerů nebo vývojářů, vždy zaměřené na jednu z čtyř platforem: Android, iOS, backend a frontend. Konají se v Brně i v Praze.

### STRV Academy
STRV Academy je tříměsíční program určený začínajícím vývojářům, softwarovým inženýrům a designérům. V roce 2017 se konal už druhý ročník pro 25 vybraných účastníků.

## Další projekty
STRV spustilo několik vlastních projektů, které se oddělily od společnosti a fungují nezávisle.

### Ordr
Ordr je služba s dovozem jídla, založena v roce 2014. Ordr působí v Praze a krátce působil v Brně. Jídlo je dopravováno na speciálních kolech a skútrech. Průměrná doba dovozu jídla od objednání je 6–7 minut.

### Dot 2 Dot
Mobilní hra pro platformy iOS a Android na principu papírových spojovacích her, kde postupným spojováním očíslovaných bodů vznikají obrázky. S dalším postupem ve hře roste obtížnost. Hra je zdarma, ale je možné dokoupit prémiové funkce.

### Surge
Surge je seznamovací aplikace zaměřená na gaye. Původně spuštěná v roce 2013 pod názvem Lavender, v roce 2015 byla přejmenována na Surge. Aplikaci v roce 2017 používalo kolem 3,5 milionu registrovaných uživatelů.

### Zoe
Zoe je seznamovací aplikace pro lesby, bi-sexuální a queer ženy. Od konkurence se snaží odlišit osobnostními testy, na základě kterých navrhuje uživatelkám vhodné partnerky.

### Grizzly
Grizzly je další seznamovací aplikace se zaměřením na gay komunitu. Aplikace byla spuštěna v roce 2017 a má kolem 70 000 uživatelů měsíčně.

### EscapeX
STRV spolupracovalo s přípravou únikové hry EscapeX v Praze. Ta je inspirovaná filmem Inception. STRV poskytlo pomoc s technologickou přípravou.

### Rapid.io
Rapid.io je cloud-hostingová platforma pro vývojáře, která jim umožňuje doručovat real time data do mobilních i webových aplikací. Na službě Rapid.io se podílel především CTO STRV Martin Šťáva. Služba byla spuštěna v roce 2017.

### Startup Fund
V roce 2017 STRV založilo venture kapitálový fond určený pro investice do amerických startupů. Fond má být určen pro české a evropské investory se zájmem investovat ve Spojených státech. Cílem bylo dostat se na částku 40 milionů dolarů, přičemž dalších 51 milionů korun by investovalo přímo STRV. Americké startupy stojící o investici se přihlašují do platformy. V březnu 2017 bylo přihlášených přes 500 startupů.

## Ocenění
- Deloitte Technology Fast50 CE – 12. místo v roce 2016[51]
- Deloitte Technology Fast50 CE – 14. místo v roce 2017[51][52][53]
- Site of the Day – Awwwards[54]
- Google Developers Certified Agency (Android)[55]
- Zasedačka roku – 1. místo v kategorii Chytrá kancelář[19]
- Zasedačka roku – finalista v kategorii Zdravá kancelář[20]
- Kanceláře roku – 1. místo v kategorii Tech & IT kanceláře[18]
- StevieAwards – 1. místo v kategorii Startup of the Year for business services industries[56]
- StevieAwards – 3. místo v kategorii Company of the Year for computer software with up to 500 employees[56]
- StevieAwards – 3. místo v kategorii Tech Startup of the Year[56]